# NGC 4000
NGC 4000 ist eine Spiralgalaxie vom Hubble-Typ Sbc im Sternbild Löwe auf der Ekliptik. Sie ist schätzungsweise 202 Millionen Lichtjahre von der Milchstraße entfernt und hat einen Durchmesser von etwa 60.000 Lichtjahren. Vermutlich bildet sie gemeinsam mit NGC 4005 ein gravitativ gebundenes Galaxienpaar und gilt sie als Mitglied der NGC 3987-Gruppe (LGG 261).

Im selben Himmelsareal befinden sich u. a. die Galaxien NGC 3993, NGC 3997, NGC 3999, NGC 4011.
Das Objekt wurde am 25. April 1878 von Lawrence Parsons entdeckt.